# Castell de València d'Àneu
El Castell de València d'Àneu, o Castell de Pallars, és un castell medieval de l'antic terme de València d'Àneu, a l'actual terme municipal d'Alt Àneu, de la comarca del Pallars Sobirà. És entre els cursos dels rius Noguera Pallaresa i Riu de la Bonaigua, a 1.108 metres d'altitud, sobre un turó que domina tota la vall d'Esterri d'Àneu.
És, i va ser, un lloc estratègic del qual avui dia només en resten les ruïnes com a testimonis de la grandesa del Comtat de Pallars. Fou l'última fortalesa on onejà la bandera pallaresa com a país independent.

## Història
No es tenen dades exactes sobre l'any de construcció però s'estima que va ser als voltants dels segles xi-xii, mentre era comte Sunyer I de Pallars. Va allotjar, probablement com a residència d'estiu, els descendents del Comtat de Pallars fins a l'últim, Hug Roger III.
Castell situat en un lloc estratègic, atès que dominava el camí de la Vall d'Aran, tenia una gran importància al llarg de tota l'edat mitjana i part de la moderna, i l'emplaçament, si no el castell, que ja era en ruïnes, encara tingué un paper clau en conflictes posteriors a l'enderrocament, com a la Guerra Gran o a les Guerres Carlines.
A la Guerra Civil Espanyola (1936-1939), i el posterior conflicte dels maquis, el Castell de Pallars fou emprat pel bàndol nacional per a emplaçar-hi canons antiaeris, trinxeres i nius de metralladora, atesa la situació privilegiada.

## Arquitectura
El Castell de Pallars va ser una fortalesa activa durant segles, el que va fer que la construcció sofrís multitud de reformes i ampliacions, per a adaptar-se cada vegada als nous temps. Això és el que fa difícil reconèixer la forma original de la fortificació i de retruc, datar-la amb més exactitud. Forma part de l'anomenat conjunt arqueològic de València d'Àneu; aquest conjunt està format per dues parts ben definides:

### Recinte sobirà
Era el castell pròpiament dit; era rodejat per un profund fossat als flancs est i oest, i per una segona línia emmurallada als flancs nord i sud. Era on es trobaven, entre d'altres, la torre de l'homenatge, la cuina i el menjador dels senyors, l'armeria i els dormitoris del servei. A més a més, es coneix que disposava d'una bassa d'aigua pròpia, on es criaven truites de riu. El recinte sobirà era el cor de la fortalesa, una espècie de plaça forta, un fòrum a on els habitants es reunien i comerciaven. Era el lloc on s'emplaçava el mercat, i on els vilatans es refugiaven en cas d'atac.

### Recinte jussà
Era un recinte fortificat rectangular d'uns tres-cents metres de llargària, adjacent al recinte sobirà. Dins d'aquest recinte hi havia la vila de València d'Àneu, edificis que s'han interpretat com a cases o habitacions, diversos tallers i fargues, un forn de pa… En definitiva, el poble vell. El recinte jussà fou una construcció posterior, requerida pels durs períodes quan esclataven les anomenades bandositats, durant les quals els atacs i saquejos al castell eren habituals.

## La Caiguda del Castell de València
Hug Roger III és conegut com l'últim comte de Pallars. La seva vida i obra com a senyor i comandant militar ha transcendit fins als nostres dies, cosa que ha fet que se'l consideri un heroi local. Entre les seves fetes podem destacar el desafiament a la potestat reial de Joan II i del seu fill Ferran el Catòlic, el setge i conquesta de la ciutadella de Vielha, i la dura labor de procurar una vida diferent als vilatans del Comtat de Pallars, lluitant per les llibertats i per l'ideal d'una Catalunya comtal i feudal. Al llarg de la seva vida, es procurà multitud d'enemics, alguns fins i tot antítesis del que ell representava, com el Comte de Cardona-Prades Joan Ramon Folc IV de Cardona, els Reis Catòlics, el Comte de Foix, i molts altres.
La seva fortalesa, el Castell de Pallars, fou assetjat pel comte de Cardona, en nom del rei Ferran el Catòlic l'any 1488, quan Hug Roger era a França reclutant homes per a plantar cara al seu rival monarquista i el comandament del castell es concentrava en mans de la seva esposa Caterina Albert, que el 1491, es va veure obligada a rendir-se i partir a l'exili.
És una creença falsa que el mateix Comte de Cardona-Prades fes cremar el Castell de València fins als fonaments. Durant la Guerra dels Segadors el Castell de València va ser un punt clau per la defensa de la vall i encara que el lloctinent general, Ferdinand de Marchin proposà enderrocar-lo el 1649, durant el trienni 1649-1652 serví com a punt de reunió de les lleves catalanes i de l'exèrcit francès en els seus atacs a la Vall d'Aran i també com a punt de resistència dels atacs des de la vall veïna. El motiu pel qual es troba en ruïnes avui en dia és perquè els vilatans es desplaçaren progressivament prop de l'església de Sant Andreu, un lloc més còmode, més proper al riu i més ampli. Amb aquest desplaçament, s'endugueren a poc a poc les pedres del castell, que ja era en ruïnes després que Felip V d'Espanya fes enderrocar tots els castells catalans en acabar la Guerra de Successió, per tal de construir cases. Aquests fets, juntament amb les inclemències meteorològiques del lloc, i el pas dels anys han propiciat que avui dia no en quedin més que les restes arruïnades.